# 白背牛尾菜
白背牛尾菜（学名：Smilax nipponica），又名日本菝葜，为百合科菝葜属下的一个种。花期4-5月，果期8-9月。該物種主要分佈於中華人民共和國辽宁（辽东半岛）、山东（山东半岛）、河南（东南部）、安徽（南部）、江西、浙江、福建（北部）、广东（北部）、湖南、贵州（东部）和四川（东南部）、台湾（北部）、日本和朝鲜海拔200-1400米的林下、水旁或山坡草丛中。

## 扩展阅读
- 維基物種上的相關：白背牛尾菜